# Souza Carneiro

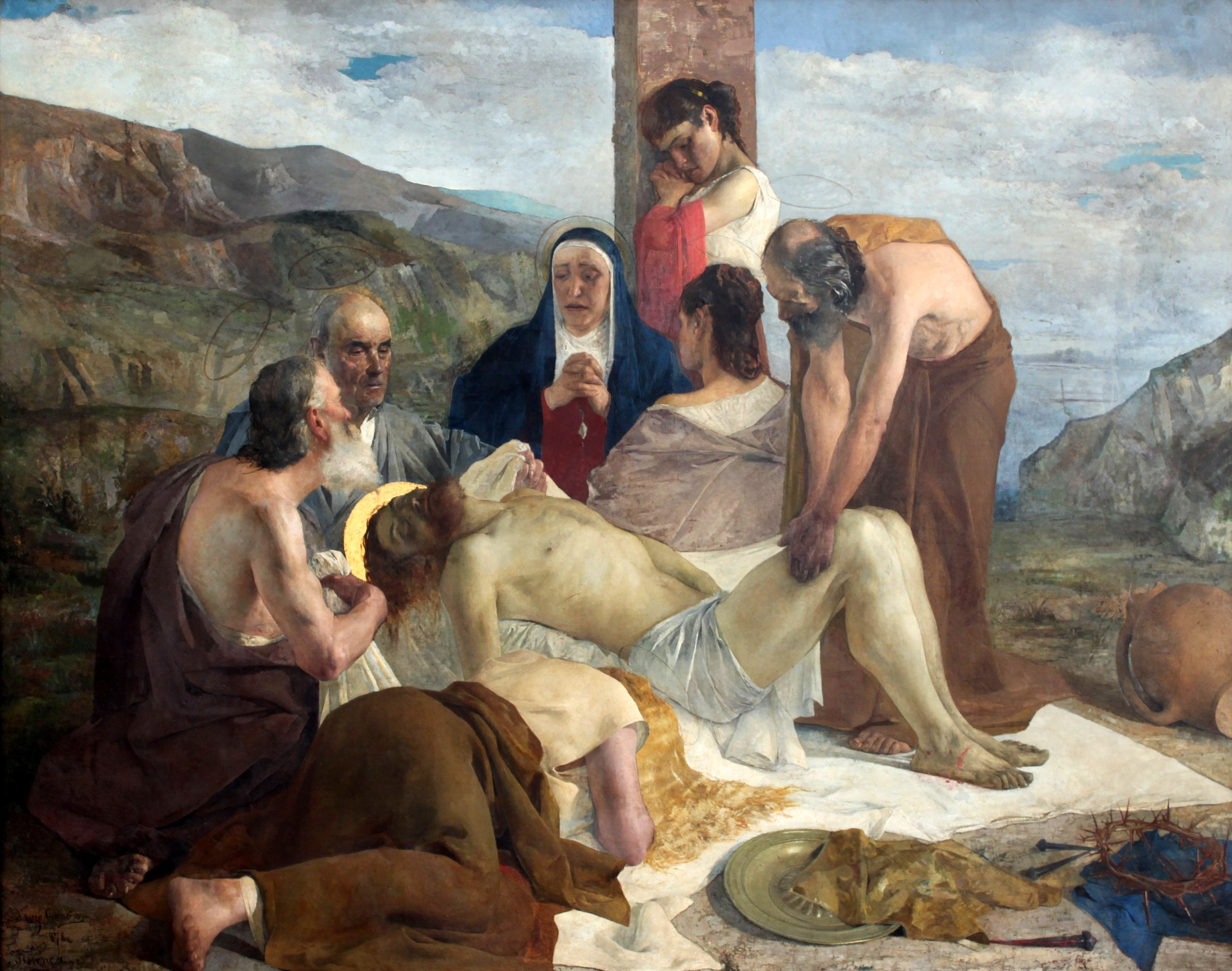
Descida da Cruz (1878). Óleo sobre tela de Souza Carneiro. Acervo do Museu Nacional de Belas Artes, Rio de Janeiro.

Adolfo Cirilo de Souza Carneiro (Pernambuco, 1854 - Europa?, após 1894) foi um pintor acadêmico brasileiro ativo na Europa na segunda metade do século XIX.

## Vida e obra
A biografia de Souza Carneiro é repleta de lacunas. Sabe-se que o pintor transferiu-se ainda criança para Portugal, com sua família. Em 1870, aos dezesseis anos, ingressou na Academia de Belas Artes do Porto. Pouco tempo depois, ofereceu ao imperador Dom Pedro II uma paisagem de sua autoria. Mudou-se para a França em 1873, sendo admitido no curso de pintura de Alexandre Cabanel na École Nationale Supérieure des Beaux-Arts de Paris no ano seguinte. Em 1875, obteve duas medalhas da academia parisiense na categoria desenho.
Em 1876, estabeleceu-se em Florença, na Itália, onde estudou a arte dos mestres do Renascimento. Dois anos depois, doou à Academia Imperial de Belas Artes (AIBA) do Rio de Janeiro a tela Descida da Cruz - sua única obra conservada no Brasil (hoje no Museu Nacional de Belas Artes). O envio visava obtenção de apoio financeiro para a continuidade dos estudos artísticos de Souza Carneiro na Europa, conforme explicitado por uma carta remetida junto com a obra. Em 1879, o artista participou da XXV Exposição Geral de Belas Artes da AIBA, obtendo a medalha de ouro de segunda classe.
Desconhece-se o percurso do artista após a exposição, ignorando-se sua localização e até mesmo o local e o ano de morte. Existe todavia registo de pintura assinada pelo artista, datada de 1880, em Madrid, representando cena bacante, encontrando-se a mesma em Portugal.  Há ainda registro de que foi expulso de Portugal em 1894, por ordem do governo daquele país. Foi homenageado postumamente em uma mostra coletiva organizada pela Prefeitura Municipal de São Paulo em 1940.